# Большой пожар Тарту (1775)
Большой пожар Тарту (эст. 1775. aasta Tartu tulekahju) — катастрофический пожар 1775 года, уничтоживший исторический центр города.

## История

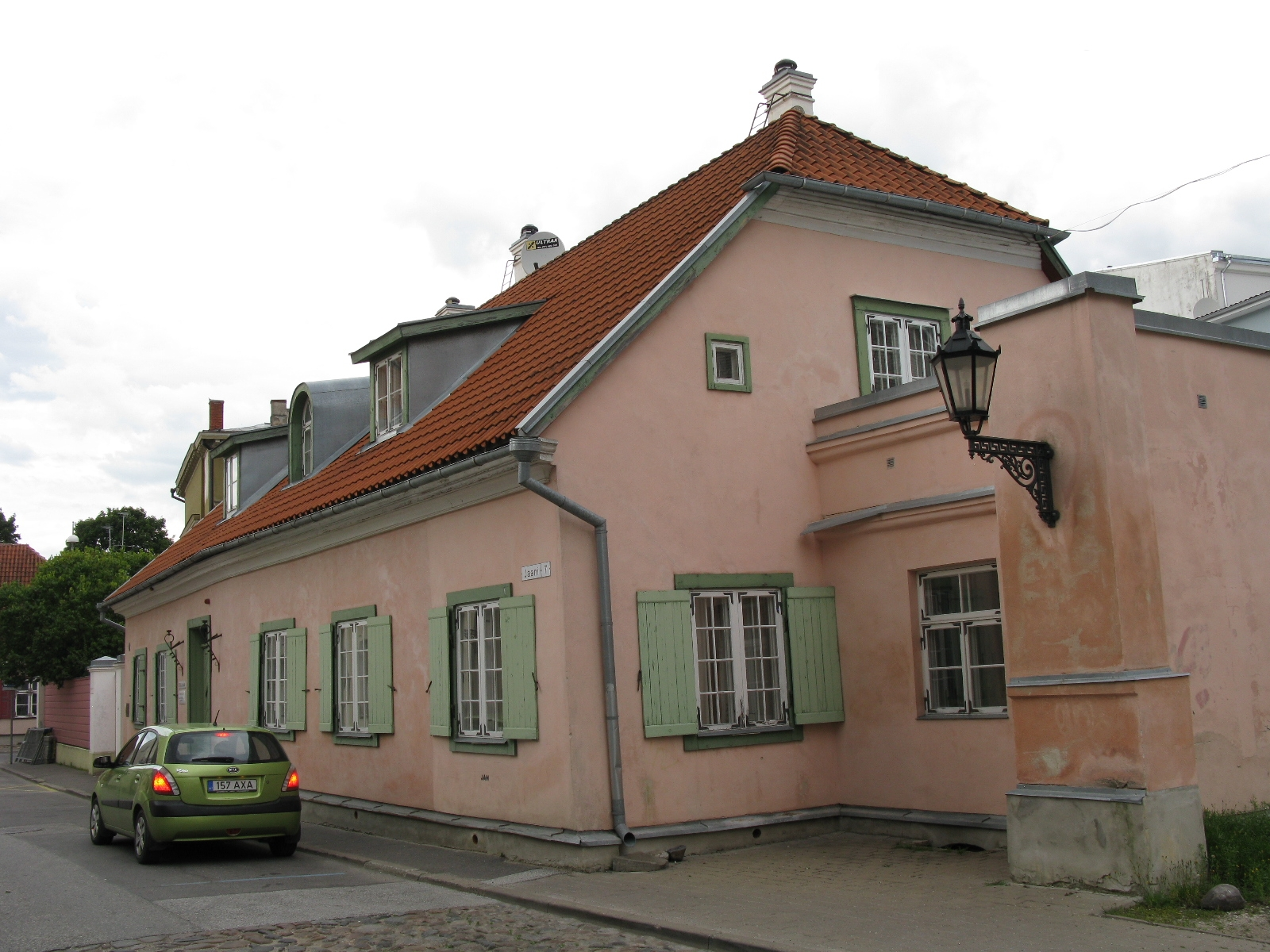
Дом Уппсала

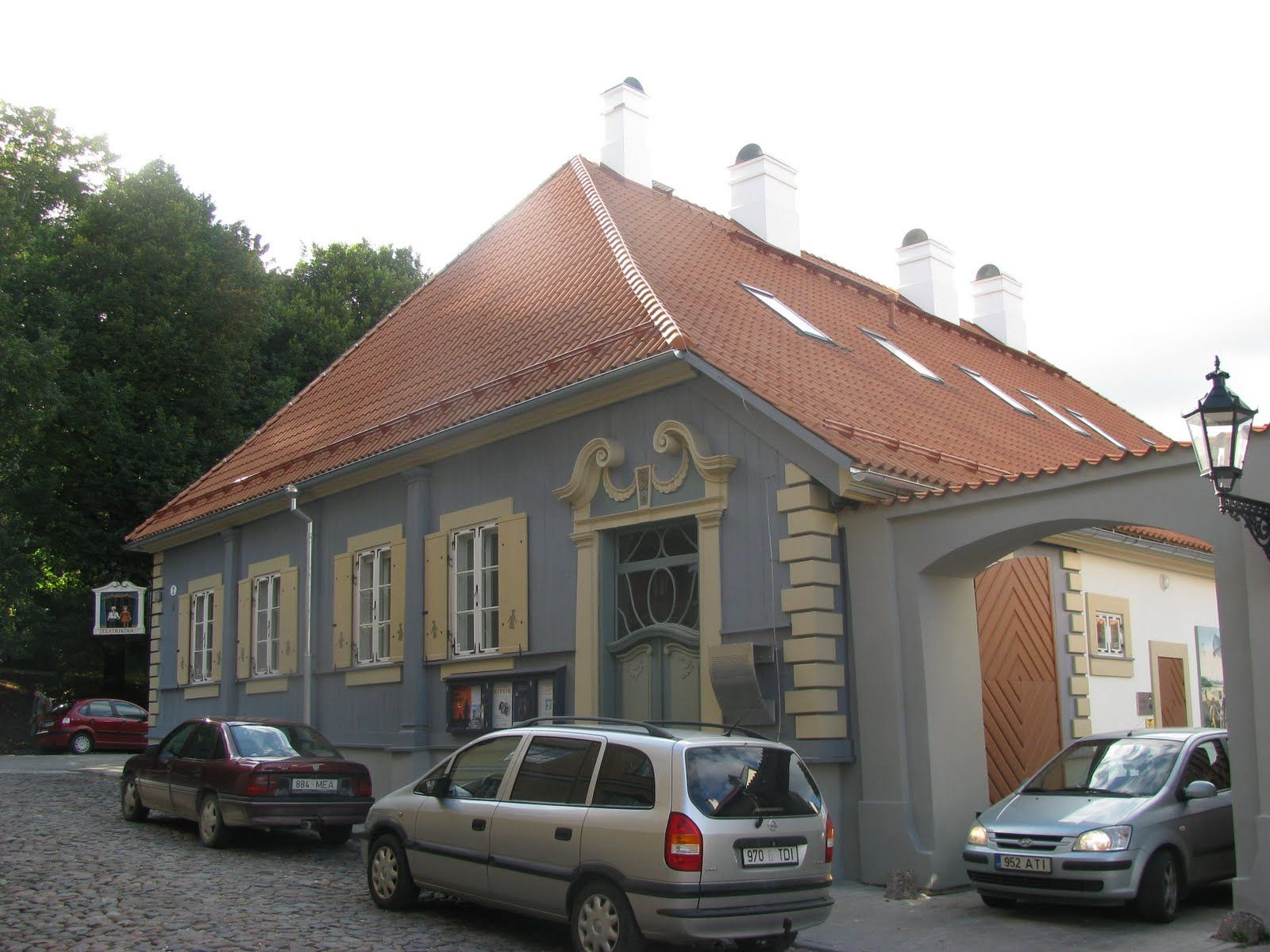
Театральный дом

Разграбленный и разрушенный в ходе Северной войны город восстанавливался трудно, возводились, в основном, деревянные дома с деревянными же или соломенными крышами. Сыграл свою роль введённый царём Петром I запрет на каменное строительство в Российской империи везде, кроме Петербурга. В городе стали часты пожары. Так, большие пожары были отмечены в 1755 и 1763 годах.
Пожар 1775 года начался 25 июня в пристройке, которая была сделана учителем математики к зданию школы на современной улице Рюйтли, 17. Огонь быстро распространился по центру города и через деревянные мосты на другой берег реки Эмайыги. По некоторым оценкам, пожаром было охвачено до 2/3 территории города (сохранилась только северная часть). Сгорело 200 домов (в том числе 40 каменных), 2 моста и большинство магазинов, а также построенная из дерева городская ратуша, возведённая на Ратушной площади в 1730 году. 18 зданий были преднамеренно разрушены самими жителями, чтобы остановить распространение огня.
Катастрофа была подробно описана учителем Тартуской женской школы Тилем, который вместе с другими жителями города наблюдал за пожаром с городского холма.
В пожаре уцелели лишь отдельные здания: дом Уппсала на улице Яани, Театральный дом на улице Лутсу.
Русская императрица Екатерина II выделила около 25 000 рублей на восстановительные работы, и эти деньги были использованы для строительства каменного моста через реку. Остатки этого моста все ещё можно увидеть под водой реки Эмайыги, основная часть моста была разрушена во время Великой Отечественной войны.